# Kunihiko Kodaira
Kunihiko Kodaira (japonsko 小平 邦彦), japonski matematik, * 16. marec 1915, Tokio, Japonska, † 26. julij 1997, Kofu, Japonska.
Kodaira je najbolj znan po svojem delu v algebrski geometriji in teoriji kompleksnih mnogoterosti. Velja za ustanovitelja japonske šole algebrskih geometrov. Leta 1954 je skupaj s Serreom v Amsterdamu prejel Fieldsovo medaljo.

## Življenje in delo
Diplomiral je leta 1938 iz matematike na Univerzi v Tokiu. Diplomiral je tudi iz fizike na isti univerzi leta 1941. Med vojno je delal v osami in raziskoval Hodgeovo teorijo. Doktoriral je leta 1949 na Univerzi v Tokiu z disertacijo Harmonični obsegi v Riemannovih mnogoterostih. Od leta 1944 je opravljal kriptografsko delo.
Na Weylovo pobudo je leta 1949 obiskal Inštitut za višji študij v Princetonu. Za kratek čas je bil predstojnik stolice na Univerzi Johnsa Hopkinsa. Leta 1967 se je vrnil na Univerzo v Tokiu.
Za svoje delo o kompleksnih mnogoterostih in algebrskih varietetah je leta 1984 skupaj z Lewyjem prejel Wolfovo nagrado za matematiko.